# دونكان كامبل سكوت
دونكان كامبل سكوت هو موظف مدني وكاتب وشاعر كندي، ولد في 2 أغسطس 1862 في أوتاوا في كندا، وتوفي بنفس المكان في 19 ديسمبر 1947.

## وصلات خارجية
- دونكان كامبل سكوت على موقع الموسوعة البريطانية (الإنجليزية)